# Liste des titres musicaux numéro un en France en 1999
Cette page liste les singles et albums classés numéro un des ventes de disques en France par le Syndicat national de l'édition phonographique pour l'année 1999.
Les numéros un représentés ci-dessous sont extraits du top 100 des singles et du top 75 des albums,.

## Classement des singles
| Semaine | Sortie       | Artiste                               | Titre                            |
| ------- | ------------ | ------------------------------------- | -------------------------------- |
| 1       | 9 janvier    | Daniel Lavoie, Patrick Fiori et Garou | Belle                            |
| 2       | 16 janvier   | Manau                                 | Mais qui est la belette ?        |
| 3       | 23 janvier   | Cher                                  | Believe                          |
| 4       | 30 janvier   | Larusso                               | Tu m'oublieras                   |
| 5       | 6 février    | Larusso                               | Tu m'oublieras                   |
| 6       | 13 février   | Larusso                               | Tu m'oublieras                   |
| 7       | 20 février   | Larusso                               | Tu m'oublieras                   |
| 8       | 27 février   | Larusso                               | Tu m'oublieras                   |
| 9       | 6 mars       | Larusso                               | Tu m'oublieras                   |
| 10      | 13 mars      | Larusso                               | Tu m'oublieras                   |
| 11      | 20 mars      | Larusso                               | Tu m'oublieras                   |
| 12      | 27 mars      | Larusso                               | Tu m'oublieras                   |
| 13      | 3 avril      | Larusso                               | Tu m'oublieras                   |
| 14      | 10 avril     | Larusso                               | Tu m'oublieras                   |
| 15      | 17 avril     | Larusso                               | Tu m'oublieras                   |
| 16      | 24 avril     | Britney Spears                        | ...Baby One More Time            |
| 17      | 1er mai      | Britney Spears                        | ...Baby One More Time            |
| 18      | 8 mai        | Moos                                  | Au nom de la rose                |
| 19      | 15 mai       | Moos                                  | Au nom de la rose                |
| 20      | 22 mai       | Moos                                  | Au nom de la rose                |
| 21      | 29 mai       | Moos                                  | Au nom de la rose                |
| 22      | 5 juin       | Moos                                  | Au nom de la rose                |
| 23      | 12 juin      | Moos                                  | Au nom de la rose                |
| 24      | 19 juin      | Moos                                  | Au nom de la rose                |
| 25      | 26 juin      | Moos                                  | Au nom de la rose                |
| 26      | 3 juillet    | Moos                                  | Au nom de la rose                |
| 27      | 10 juillet   | David Hallyday                        | Tu ne m'as pas laissé le temps   |
| 28      | 17 juillet   | Zebda                                 | Tomber la chemise                |
| 29      | 24 juillet   | Zebda                                 | Tomber la chemise                |
| 30      | 31 juillet   | Zebda                                 | Tomber la chemise                |
| 31      | 7 août       | Eiffel 65                             | Blue (Da Ba Dee)                 |
| 32      | 14 août      | Eiffel 65                             | Blue (Da Ba Dee)                 |
| 33      | 21 août      | Eiffel 65                             | Blue (Da Ba Dee)                 |
| 34      | 28 août      | Lou Bega                              | Mambo No. 5 (A little bit of...) |
| 35      | 4 septembre  | Lou Bega                              | Mambo No. 5 (A little bit of...) |
| 36      | 11 septembre | Lou Bega                              | Mambo No. 5 (A little bit of...) |
| 37      | 18 septembre | Lou Bega                              | Mambo No. 5 (A little bit of...) |
| 38      | 25 septembre | Lou Bega                              | Mambo No. 5 (A little bit of...) |
| 39      | 2 octobre    | Lou Bega                              | Mambo No. 5 (A little bit of...) |
| 40      | 9 octobre    | Lou Bega                              | Mambo No. 5 (A little bit of...) |
| 41      | 16 octobre   | Lou Bega                              | Mambo No. 5 (A little bit of...) |
| 42      | 23 octobre   | Lou Bega                              | Mambo No. 5 (A little bit of...) |
| 43      | 30 octobre   | Lou Bega                              | Mambo No. 5 (A little bit of...) |
| 44      | 6 novembre   | Lou Bega                              | Mambo No. 5 (A little bit of...) |
| 45      | 13 novembre  | Lou Bega                              | Mambo No. 5 (A little bit of...) |
| 46      | 20 novembre  | Lou Bega                              | Mambo No. 5 (A little bit of...) |
| 47      | 27 novembre  | Lou Bega                              | Mambo No. 5 (A little bit of...) |
| 48      | 4 décembre   | Lou Bega                              | Mambo No. 5 (A little bit of...) |
| 49      | 11 décembre  | Lou Bega                              | Mambo No. 5 (A little bit of...) |
| 50      | 18 décembre  | Lou Bega                              | Mambo No. 5 (A little bit of...) |
| 51      | 25 décembre  | Lou Bega                              | Mambo No. 5 (A little bit of...) |
| 52      | 1er janvier  | Lou Bega                              | Mambo No. 5 (A little bit of...) |

## Classement des albums
| Semaine | Sortie       | Artiste              | Titre                    |
| ------- | ------------ | -------------------- | ------------------------ |
| 1       | 9 janvier    | Notre Dame de Paris  | Notre Dame de Paris      |
| 2       | 16 janvier   | Notre Dame de Paris  | Notre Dame de Paris      |
| 3       | 23 janvier   | Manau                | Panique celtique         |
| 4       | 30 janvier   | Manau                | Panique celtique         |
| 5       | 6 février    | Notre Dame de Paris  | Notre Dame de Paris      |
| 6       | 13 février   | Notre Dame de Paris  | Notre Dame de Paris      |
| 7       | 20 février   | Notre Dame de Paris  | Notre Dame de Paris      |
| 8       | 27 février   | Lara Fabian          | Live                     |
| 9       | 6 mars       | Lara Fabian          | Live                     |
| 10      | 13 mars      | Lara Fabian          | Live                     |
| 11      | 20 mars      | Lara Fabian          | Live                     |
| 12      | 27 mars      | Axelle Red           | Toujours moi             |
| 13      | 3 avril      | Francis Cabrel       | Hors-saison              |
| 14      | 10 avril     | Francis Cabrel       | Hors-saison              |
| 15      | 17 avril     | Francis Cabrel       | Hors-saison              |
| 16      | 24 avril     | Francis Cabrel       | Hors-saison              |
| 17      | 1er mai      | Francis Cabrel       | Hors-saison              |
| 18      | 8 mai        | Francis Cabrel       | Hors-saison              |
| 19      | 15 mai       | Francis Cabrel       | Hors-saison              |
| 20      | 22 mai       | Francis Cabrel       | Hors-saison              |
| 21      | 29 mai       | Francis Cabrel       | Hors-saison              |
| 22      | 5 juin       | Francis Cabrel       | Hors-saison              |
| 23      | 12 juin      | Francis Cabrel       | Hors-saison              |
| 24      | 19 juin      | Jean-Jacques Goldman | Tournée 98 En passant    |
| 25      | 26 juin      | Jean-Jacques Goldman | Tournée 98 En passant    |
| 26      | 3 juillet    | Jean-Jacques Goldman | Tournée 98 En passant    |
| 27      | 10 juillet   | Jean-Jacques Goldman | Tournée 98 En passant    |
| 28      | 1er juillet  | Francis Cabrel       | Hors-saison              |
| 29      | 24 juillet   | Francis Cabrel       | Hors-saison              |
| 30      | 31 juillet   | Francis Cabrel       | Hors-saison              |
| 31      | 7 août       | Émile et Images      | Jusqu'au bout de la nuit |
| 32      | 14 août      | Émile et Images      | Jusqu'au bout de la nuit |
| 33      | 21 août      | Émile et Images      | Jusqu'au bout de la nuit |
| 34      | 28 août      | Émile et Images      | Jusqu'au bout de la nuit |
| 35      | 4 septembre  | Céline Dion          | Au cœur du Stade         |
| 36      | 11 septembre | Céline Dion          | Au cœur du Stade         |
| 37      | 18 septembre | Johnny Hallyday      | Sang pour sang           |
| 38      | 25 septembre | Johnny Hallyday      | Sang pour sang           |
| 39      | 2 octobre    | Johnny Hallyday      | Sang pour sang           |
| 40      | 9 octobre    | Johnny Hallyday      | Sang pour sang           |
| 41      | 16 octobre   | Johnny Hallyday      | Sang pour sang           |
| 42      | 23 octobre   | Patrick Bruel        | Juste avant              |
| 43      | 30 octobre   | Florent Pagny        | RéCréation               |
| 44      | 6 novembre   | Mariah Carey         | Rainbow                  |
| 45      | 13 novembre  | Johnny Hallyday      | Sang pour sang           |
| 46      | 20 novembre  | Alain Souchon        | Au ras des pâquerettes   |
| 47      | 27 novembre  | Alain Souchon        | Au ras des pâquerettes   |
| 48      | 4 décembre   | Lara Fabian          | Lara Fabian              |
| 49      | 11 décembre  | Johnny Hallyday      | Sang pour sang           |
| 50      | 18 décembre  | Johnny Hallyday      | Sang pour sang           |
| 51      | 25 décembre  | Johnny Hallyday      | Sang pour sang           |
| 52      | 1er janvier  | Johnny Hallyday      | Sang pour sang           |

## Les dix meilleures ventes
Il s'agit des dix meilleures ventes de singles et d'albums de l'année 1999 en France.

### Singles
| №  | Artiste        | Titre                            |
| -- | -------------- | -------------------------------- |
| 1  | Lou Bega       | Mambo No. 5 (A little bit of...) |
| 2  | Larusso        | Tu m'oublieras                   |
| 3  | Moos           | Au nom de la rose                |
| 4  | Eiffel 65      | Blue (Da Ba Dee)                 |
| 5  | Zebda          | Tomber la chemise                |
| 6  | David Hallyday | Tu ne m'as pas laissé le temps   |
| 7  | Britney Spears | ...Baby One More Time            |
| 8  | Emilia         | Big Big World                    |
| 9  | Lââm           | Jamais loin de toi               |
| 10 | Tina Arena     | Aller plus haut                  |

### Albums
| №  | Artiste             | Titre                    |
| -- | ------------------- | ------------------------ |
| 1  | Francis Cabrel      | Hors-saison              |
| 2  | Johnny Hallyday     | Sang pour sang           |
| 3  | Notre-Dame de Paris | Notre-Dame de Paris      |
| 4  | Mylène Farmer       | Innamoramento            |
| 5  | Manau               | Panique celtique         |
| 6  | Manu Chao           | Clandestino              |
| 7  | Émile et Images     | Jusqu'au bout de la nuit |
| 8  | Céline Dion         | S'il suffisait d'aimer   |
| 9  | The Offspring       | Americana                |
| 10 | Notre-Dame de Paris | L'intégrale              |